# Géraud II d'Armagnac
Géraud II, comte d'Armagnac de 1063 à 1095, était fils de Bernard II Tumapaler, comte d'Armagnac et de Gascogne, et d'Ermengarde.
Son père est battu en 1063 et doit se soumettre au duc d’Aquitaine Guillaume VIII. Il préfère abdiquer et se retirer à Cluny, puis à Saint-Mont.
Il semble que son frère Arnaud-Bernard fut associé à la direction du comté de 1072 à 1080. En 1073, les deux frères combattirent Centule, vicomte de Lescar.
Il épousa Azivelle de Lomagne, fille d'Odon II, vicomte de Lomagne et veuve de Géraud Ier, seigneur d'Aubeissan. Il eut :
- Bernard III ( † 1110), comte d'Armagnac ;
- Géraud ;
- Guillaume.

Veuf, il se remarie avec Sancha, veuve de Fedac, vicomte de Corneillan, et fille d'Arsieu Loup co-seigneur de Bergons, de Luppé, de Daunian, de Lapujolle et de Balembits.

## Sources
1. ↑  Robert Favreau, in Jean Combes (dir.), Histoire du Poitou et des Pays charentais : Deux-Sèvres, Vienne, Charente, Charente-Maritime, Clermont-Ferrand, éditions Gérard Tisserand, 2001, 334 p. (ISBN 2-84494-084-6, lire en ligne), p 141
2. ↑  (en) Charles Cawley, « GASCONY », sur Medieval Lands, Foundation for Medieval Genealogy, 2006-2016 (consulté le 19 octobre 2006).